# Moscow on the Hudson
Moscow on the Hudson (en España, Un ruso en Nueva York; en Hispanoamérica, Moscú en Nueva York) es una película estadounidense de 1984 (estrenada el 6 de abril), escrita y dirigida por Paul Mazursky. Protagonizada por Robin Williams como un músico de circo de la Rusia soviética que deserta durante una visita a los Estados Unidos, la película incluye a María Conchita Alonso (en su debut fílmico), Elya Baskin como un payaso de circo, Savely Kramarov como uno de dos apparatchiks de la KGB, Alejandro Rey como abogado de migración, y Cleavant Derricks como su primer amigo americano.
Según el director Mazursky, la película está inspirada en su abuelo que migró desde Ucrania a EE. UU. 80 años antes de la película, y a manera de homenaje a la inmigración rusa en Estados Unidos.

## Argumento
El saxofonista ruso soviético, Vladimir Ivanoff (Robin Williams), escapa de la URSS con destino a los Estados Unidos, donde consigue asilo. Vladimir se instala en Nueva York, en Harlem, en el departamento de Lionel Witherspoon (Cleavant Derricks). Allí conoce a una atractiva italiana, Lucia Lombardo (María Conchita Alonso), y a un abogado cubano, Orlando Ramírez (Alejandro Rey). Vladimir experimentará los problemas de los inmigrantes en tierras extrañas, pero aprenderá también a apreciar su nuevo país.

## Recepción
La película obtuvo reseñas favorables durante su exposición en cines, y fue moderadamente exitosa en taquilla, vendiendo $25 millones de dólares en boletos. Actualmente tiene un 89% en Rotten Tomatoes.